# La lepre e la tartaruga

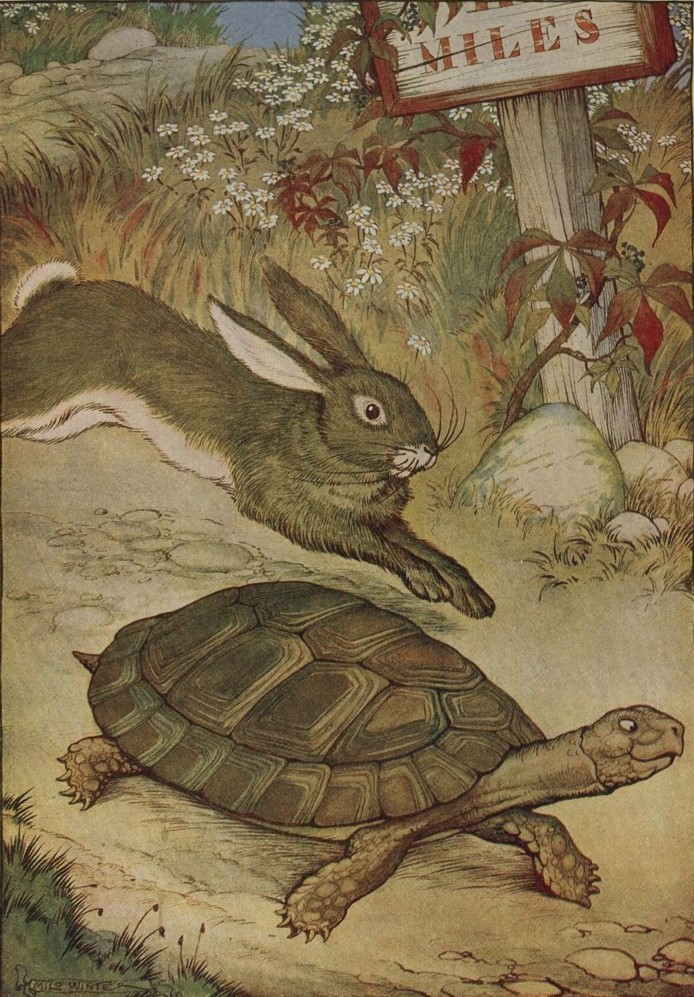
La lepre e la tartaruga, illustrazione di Milo Winter tratta da una antologia di Esopo del 1919

La lepre e la tartaruga è una favola attribuita a Esopo.

## Trama
La lepre un giorno si vantava con gli altri animali: "nessuno può battermi in velocità - diceva - sfido chiunque a correre come me". La tartaruga, con la sua solita calma, disse "Accetto la sfida". "Questa è buona!", esclamò la lepre, scoppiando a ridere. "Non vantarti prima di aver vinto" replicò la tartaruga. Così venne stabilito un percorso e dato il via.
La lepre partì come un fulmine: quasi non si vedeva più, tanto era già lontana. Poi si fermò, e - per mostrare il suo disprezzo verso la tartaruga - si sdraiò a fare un sonnellino. La tartaruga intanto camminava con fatica, un passo dopo l'altro, e quando la lepre si svegliò, la vide vicina al traguardo. Allora si mise a correre con tutte le sue forze, ma ormai era troppo tardi per vincere la gara. La tartaruga sorridendo disse: "Non serve correre, bisogna partire in tempo".
Morale: a volte con l'impegno si può ottenere ben più che con un talento naturale.

## Adattamenti
- La favola è stata adattata nel 1935 dalla Disney in un omonimo cortometraggio d'animazione della serie Sinfonie allegre.